# Шабельний Олег Юрійович
Оле́г Ю́рійович Шабельний (11 жовтня 1966 — 15 лютого 2015) — старшина Міністерства внутрішніх справ України, учасник російсько-української війни.

## Бойовий шлях
29 травня 2014 року пішов добровольцем в ряди Національної гвардії. Старшина 4-ї роти, 2-й батальйон спеціального призначення НГУ «Донбас», псевдо «Цар». Із серпня 2014-го брав участь у боях на сході України. Брав активну участь у боях за Попасну та Іловайськ. На початку лютого 2015-го роту було переведено під Маріуполь.
Загинув 15 лютого 2015-го під час бою поблизу села Широкине Новоазовського району — військовики натрапили на блокпост терористів. Тоді ж загинули солдат Євген Тельнов та сержант Олег Бурлака. Помер від смертельних поранень та пострілу снайпера, перед тим у бою ліквідувавши 5 терористів.
Без Олега лишилася дружина.
20 лютого 2015-го похований у місті Біла Церква, кладовище «Сухий Яр», алея Слави.

## Нагороди
За особисту мужність і героїзм, виявлені у захисті державного суверенітету та територіальної цілісності України, вірність військовій присязі під час російсько-української війни, відзначений — нагороджений
- орденом «За мужність» III ступеня (посмертно)